# Cruguel
Cruguel é uma comuna francesa na região administrativa da Bretanha, no departamento Morbihan. Estende-se por uma área de 17,17 km². Em 2010 a comuna tinha 659 habitantes (densidade: 38,4 hab./km²).